# 若い女性の肖像 (ポッライオーロ)
『若い女性の肖像』（わかいじょせいのしょうぞう、伊: Ritratto di giovane dama、英: Portrait of a Young Woman）は、1470年から1472年に制作された混合技法による板上の絵画である。作品は、イタリアのルネサンス期の画家、ピエロ・デル・ポッライオーロ、または彼の兄弟アントニオに帰属される。現在、ミラノのポルディ・ペッツォーリ美術館にあり、美術館のシンボルとなっている。

## 歴史
本作は、2人のポッライオーロ兄弟のうちの1人に帰属されているルネサンスの横顔の女性肖像画中、最も有名で保存状態の良い作品の1つである。ウフィツィ美術館の『女性の肖像』やベルリン絵画館の『若い女性の横顔の肖像』、メトロポリタン美術館、イザベラ・スチュワート・ガードナー美術館に所蔵されている同様の肖像画とよく比較される。同様の顔の特徴は、 アンドレア・デッラ・ロッビアによる『女性の肖像』にも見られる。これらの作品は伝統的にピエロ・デル・ポッライオーロに帰属されていたが、アルド・ガッリのような最近の批評家はアントニオへの帰属を提唱している。
このミラノの肖像画に描かれている女性が誰なのかは明らかではない。銀行家ジョヴァンニ・デ・バルディの妻（作品の「UXOR JOHANNIS DE BARDI」の誤った碑文に基づく）、マリエッタ・ストロッツィ、またはベルジョイオーソ家の女性など、さまざまな人物の名が提案されている。
19世紀に、本作はボロメオ家のコレクションにあるものとして、ジョヴァンニ・バティスタ・カヴァルカゼッレによって報告された。いつジャン・ジャコモ・ポルディ・ペッツォーリが母親のトリヴルツィオ家から作品を相続したのかはわかっていないが、1879年にできたばかりのポルディ・ペッツォーリ美術館に移された。絵画は1951年にM. ペッリチョーリによって良好な状態に修復された。イタロ・ルーピによって作成された今日の美術館のロゴは、本作の合成図像を2点並べ、「ポルディ」と「ペッツォーリ」の2つのPを象徴させている。

## 概要と様式
女性は雲に覆われた青い空を背景に描かれている。イタリアの宮廷肖像画に典型的な横顔を見せて立っているが、これはヒューマニズムの理想と古代ローマのメダルの様式を組み合わせたものである。風通しの良い雰囲気は、ルネサンスの古典的な理想に倣って、自然と女性の美の調和を示している。描写は女性の肩で終わり、胴体を軽くひねって、首の線が見えるようにしている。輪郭は背景からしっかりと分離されており、15世紀後半のフィレンツェの芸術、特にポライオーロ兄弟の典型的な特徴である、明確で表現力豊かな線（デザインの「優位性」と呼ばれる）がある。全体として、この肖像画は15世紀のフィレンツェの優雅さの象徴である。
女性の衣服、宝石、そして高貴な性格と身長を強調する精巧な髪型に大きな注意が払われた。コルセットはローカットで身体にぴったり合っており、当時の若い人々に人気のあった様式の一連のボタンで前面が結び合わされている。ベルベットの袖は、フランドル絵画の凸面効果を使用することなく、簡潔な花のモチーフを提示している。当時、袖は衣服の最も重要な部分の1つであった。袖はしばしば交換可能で、宝石で飾られていたので、家族の相続品としてしばしば目録が作成された。
しかし、光の価値に対する関心は、表現される素材をさまざまな光の効果で定義するフランドル絵画に近づいている。真珠の輝き、髪の毛の半透明性、そして顔色の繊細さは、女性の美徳を効果的に高めている。
女性は、真珠で形成された意匠のある、いわゆる「ヴェスパイオ」の髪型で表されている。意匠の中央には宝石の王冠があり、精巧な十字形で髪を固定している。この十字形は後頭部に回され、耳を繊細に覆う透明なベールを固定している。女性が身に着けている宝石（真珠とルビー）には結婚の意味があり、肖像画は持参金として、または婚約の印として、新郎の家族への贈り物代わりに描かれたのかもしれない。実際、真珠は処女の純粋さを示唆し、ルビーは愛の赤色を示唆している。